# Moonlight Maze
англ. Moonlight Maze (укр. лабіринт у місячному світлі) — назва справи у віданні ФБР про кібершпигунство в 1999-2000-ні роки.
В 1999 році була викрита надскладна з точки зору реалізації, тривала (понад 3 роки) операція з кібершпигунства проти наукових, військових, енергетичних державних і недержавних установ у Сполучених Штатах Америки. Розпочате за фактом шпигунства розслідування ФБР отримало назву англ. Moonlight Maze (укр. лабіринт у місячному світлі). Попри те, що офіційно винних в атаці не було названо, вважається, що за шпигунством стояли спецслужби Російської Федерації, за сприяння комп'ютерних центрів Російської академії наук. Левова частка матеріалів слідства досі (станом на 2016 рік) залишається засекреченою.
Існують вагомі підстави вважати, що за атакою стояло угрупування Turla.

## Огляд
Перша інформація про компрометацію комп'ютерних систем стала з'являтись іще в 1998 році. Зловмисникам із закордону вдалось здобути несанкційований доступ до інформаційних систем Міністерства оборони США, Міністерства енергетики, НАСА, NOAA, різних підрядників оборонно-промислового комплексу, університетів. Зловмисникам вдалось викрасти великі обсяги інформації, від конструкції шоломів до результатів атмосферних досліджень.
Спершу слідчі ФБР були приголомшені поставленим перед ним завданням. На початку 1999 року до слідства приєдналось Міністерство оборони. Управління з розвідки англ. Joint Task Force Computer Network Defense (JTF-CND) звернулось до всіх доступних інструментів здобуття інформації. Отримавши на початку дані комп'ютерної криміналістики до справи була залучена радіоелектронна та агентурна розвідка. Були навіть вивчені дані геопросторової розвідки: слідчі перевіряли супутникові знімки будівель на предмет встановлення спеціального телекомунікаційного обладнання.
Нарешті, із допомогою даних, що виходили за межі комп'ютерної криміналістики вдалось встановити відповідальність із великою долею достовірності російських спеціальних підрозділів.
Слід зазначити, що Moonlight Maze не є першою відомою операцією з кібершпигунства з боку російських спецслужб. Іще в 1989 році в ЗМІ потрапила інформація про використання КДБ двох комп'ютерних фахівців-хакерів з Західної Німеччини для проникнення в комп'ютерні мережі американських та японських наукових установ та підприємств оборонно-промислового комплексу.